# Cosoryx furcatus
O Cosoryx furcatus é uma espécie extinta de antilocapra que vivia no Mioceno de Nevada, EUA. Sabe-se pouco sobre este animal.